# DB E 41 sorozat
A DB 141 sorozat (korábban DB E 41 sorozat) a német egységépítésű mozdonyok egyik szériája. A villamosmozdony-sorozatot a városok környéki személyvonati forgalomhoz és a villamosított mellékvonalakhoz tervezték. Az 1968-as újraszámozás után a sorozatszám 141-re változott. Beceneve Knallfrosch (magyar jelentése: „robbanóbéka”, illetve: „petárda”), mert mikor gyorsul, a fokozatkapcsoló a kisfeszültségű, nagyáramú kapcsolások miatt nagyon hangos. Összesen 451 darab mozdonyt építettek.

## Kifejlesztése és az első évek
Eredetileg könnyű személyvonatok vontatására tervezték, 120 km/h maximális sebességgel és 17 tonnás tengelyterheléssel, ám az 1950-es években az általános mozdonyhiány miatt az E41-es sorozatot ideiglenesen gyorsvonatok vontatására is használták. Miután a gyorsvonatok sebességét 140 km/h-ra emelték fel az 1960-as évek elején, a sorozat már nem tudta maradéktalanul ellátni ezt a feladatot.

## Felhasználása napjainkig
Az 1960-as években kialakított német S-Bahn-rendszerekben is számítottak a DB 141-esekre, de itt kevésbé volt sikeres a használata, mivel a mozdonyok nem voltak felszerelve villamosfékkel, ami segítette volna a fékutat csökkenteni. Az 141-es sorozat feladata az 1990-es évek elejéig nagyrészt változatlan maradt. Ekkor sok mozdonyt felváltott a keleti országrészből áthelyezett DB 143 sorozat. Azóta a legtöbb mozdonyt selejtezték, a 141 188 pályaszámú mozdony volt az első. 2006 elejére már csak tartalékban maradtak 141-es mozdonyok, nagyon ritkán kerültek forgalomba.

## Festések
- acélkék: RAL 5011 (141 001 - 141 071)
- krómoxidzöld: RAL 6020 (141 072 - 141 451)
- óceánkék/bézs: RAL 5020 / RAL 1011 (1976-1987 átfestés)
- S-Bahn Rhein-Ruhr festés: (RAL 5020/1011, a 141 248 mozdonyon 1977-2001)
- orientvörös: RAL 3031 (1987-től)
- világosszürke/narancs: RAL 7035 / RAL 2012 (nürnbergi S-Bahn mozdonyain, 141 436-442)
- élénkvörös: RAL 3020 (1998-tól napjainkig)

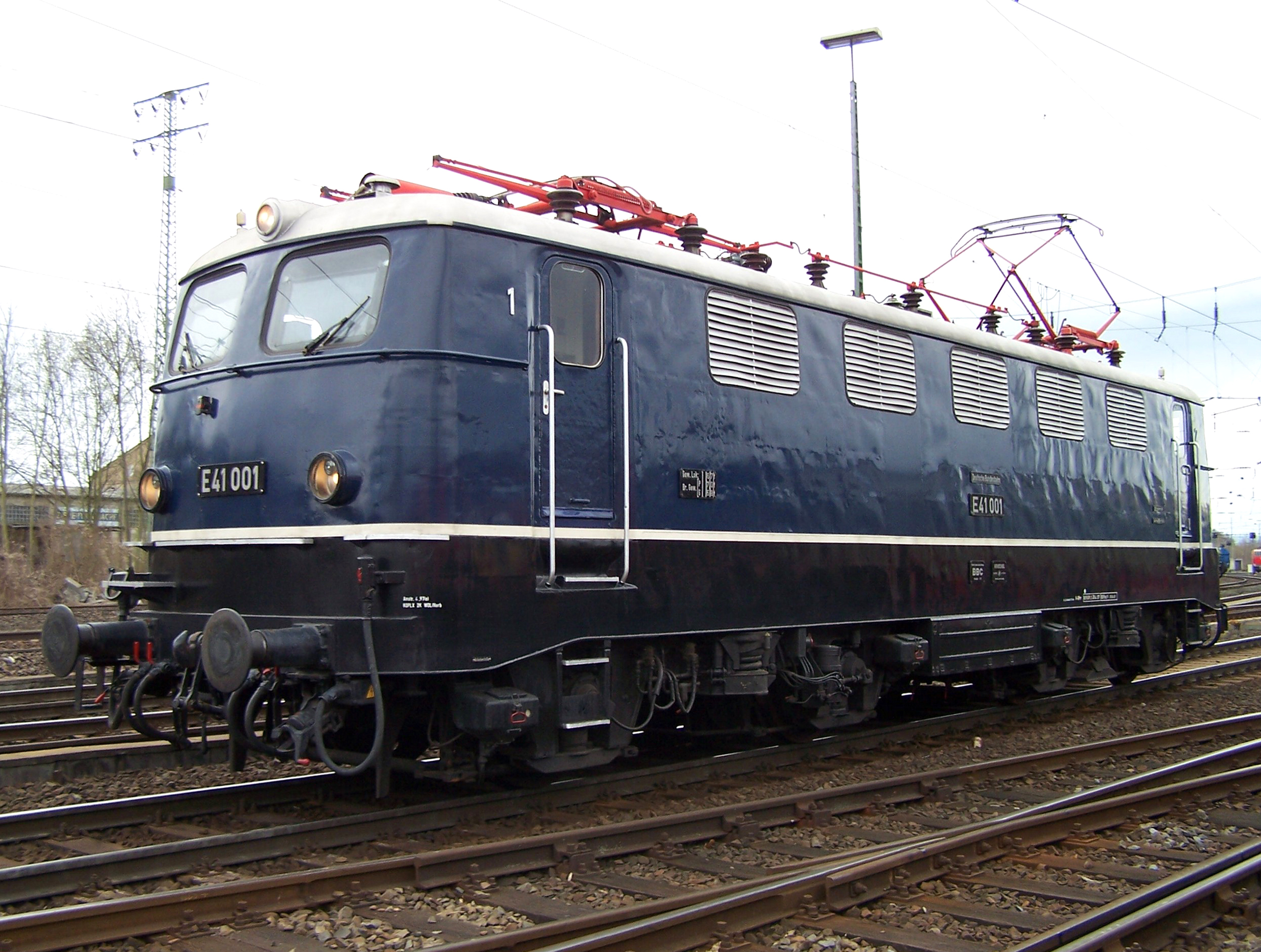
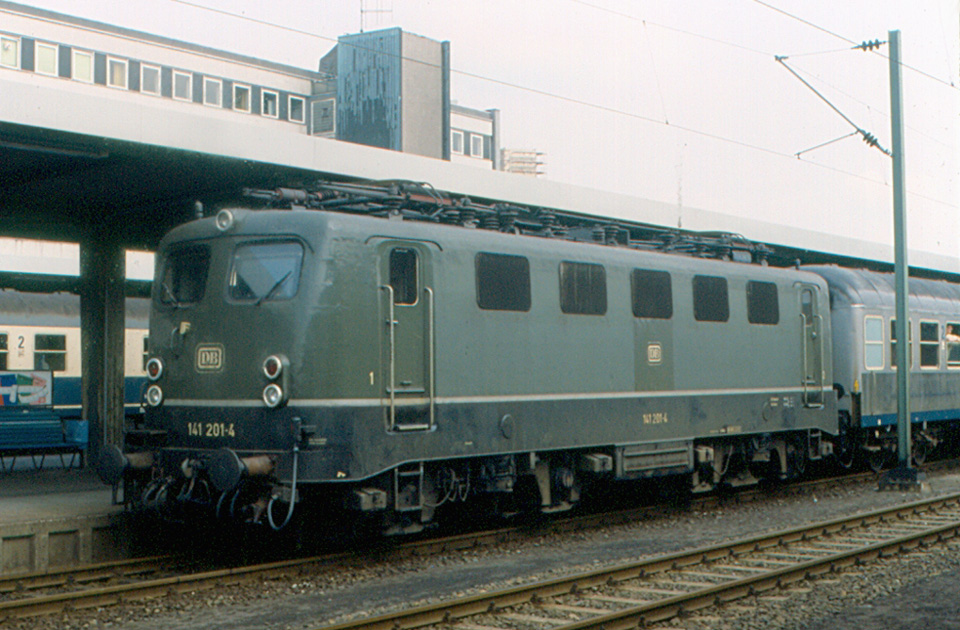
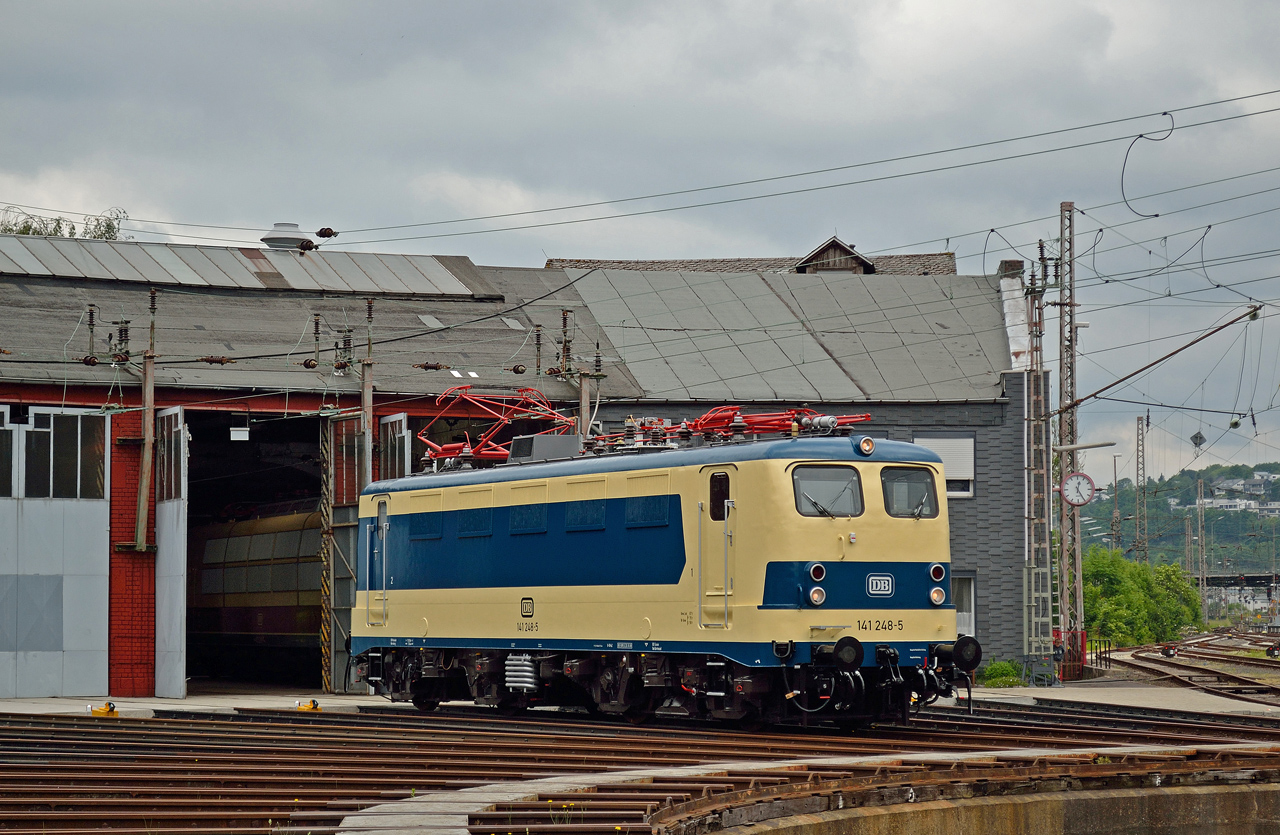
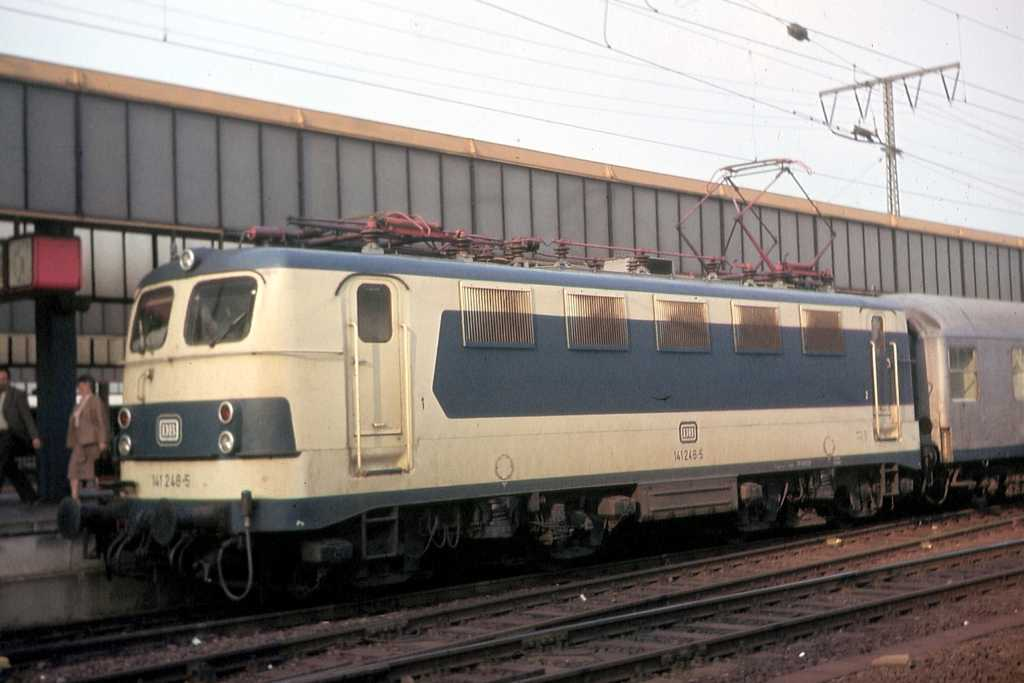
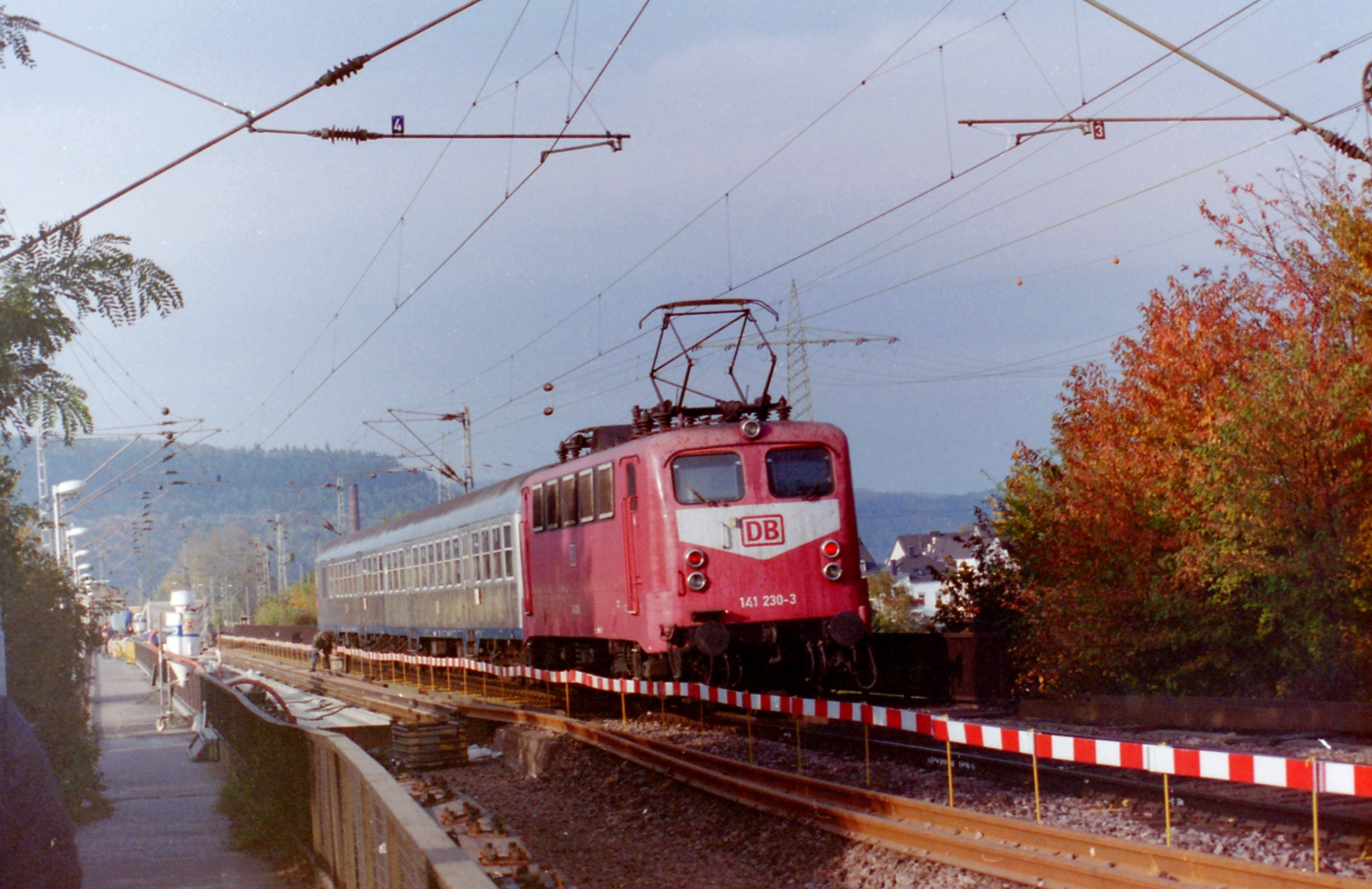
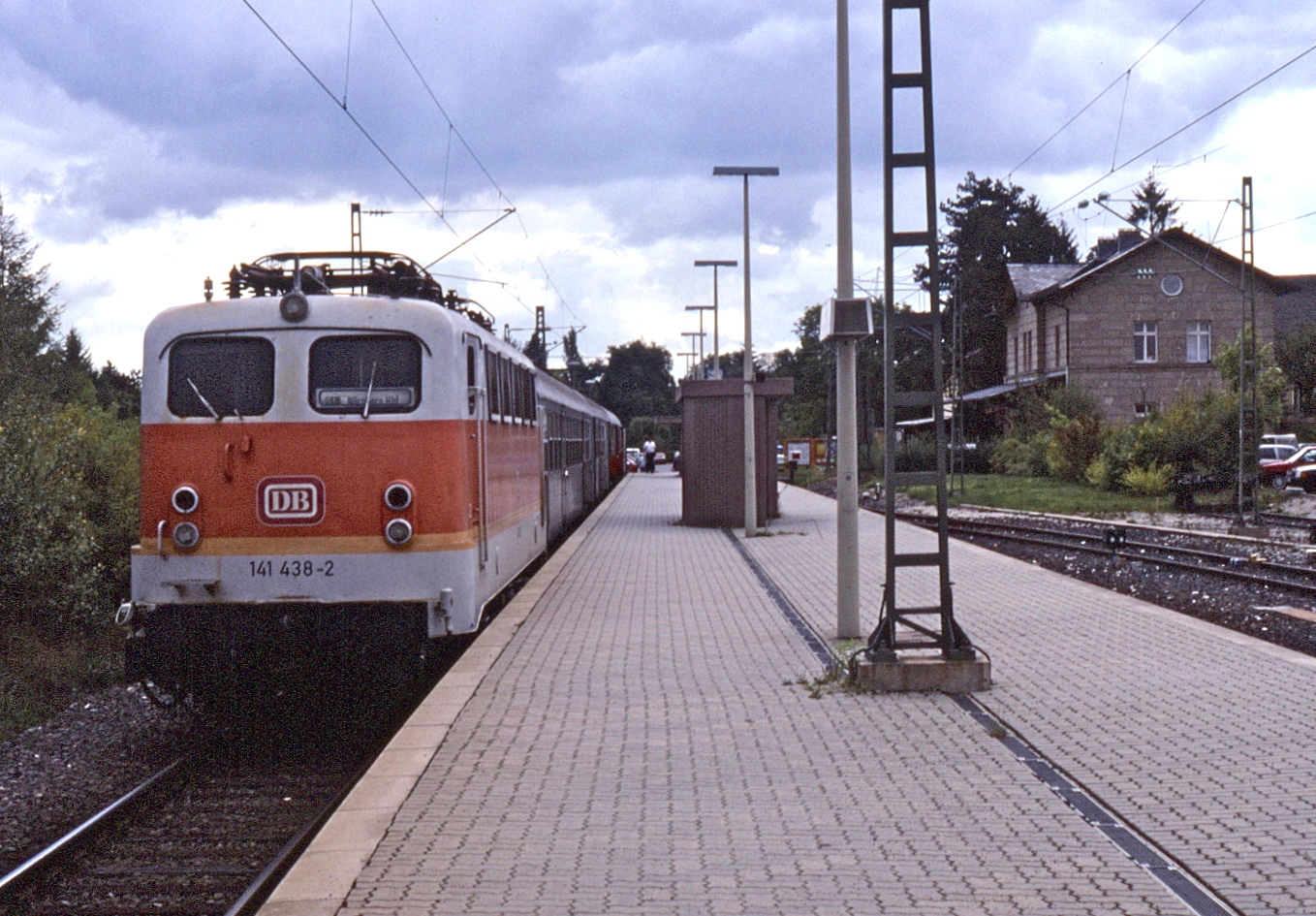
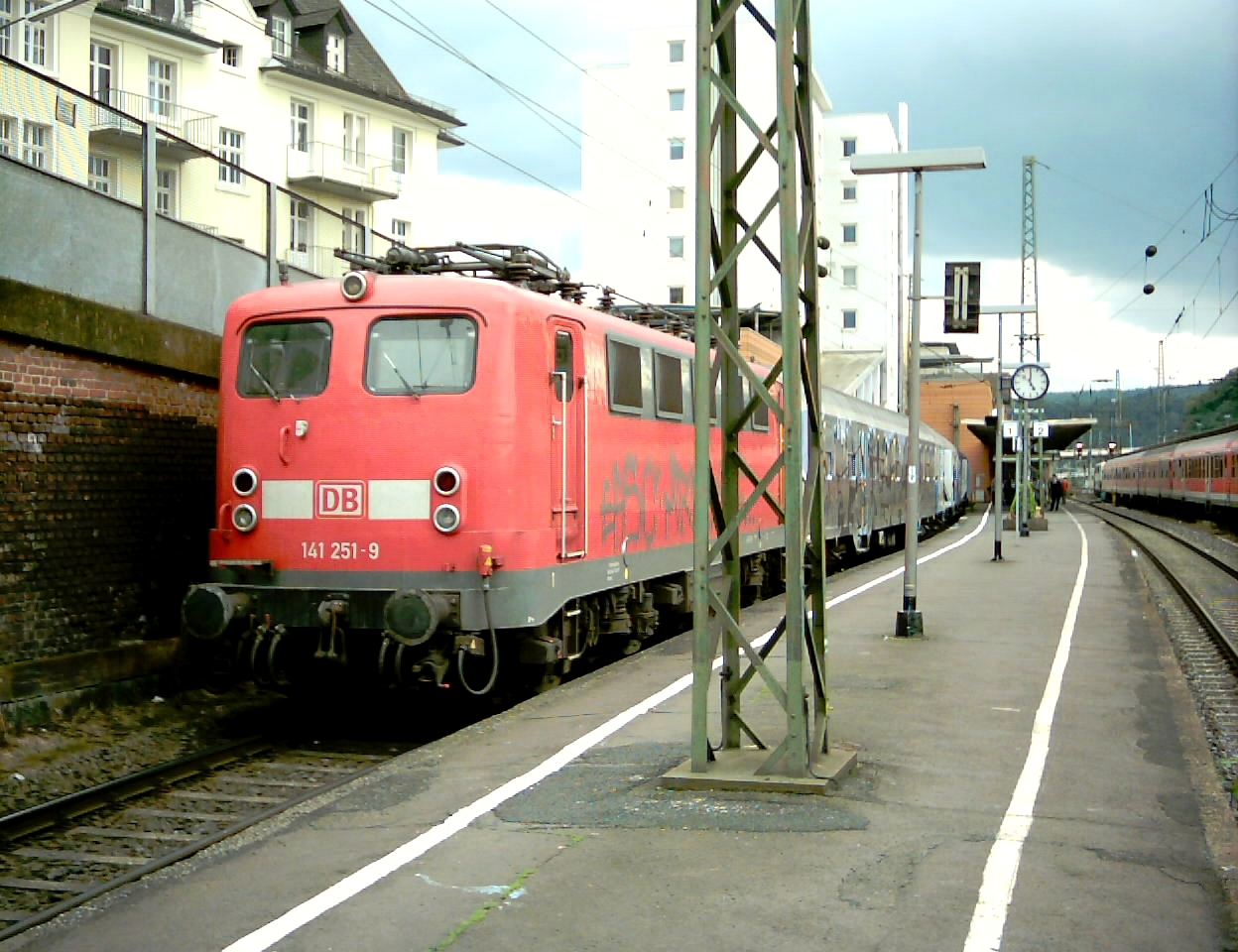